# 산돌구름
산돌구름은 크리에이터 콘텐츠 플랫폼 기업 산돌에서 서비스하는 구독형 폰트 클라우드 서비스로 업계 최초로 2014년 4월에 처음 선보였다. 국내외 다양한 폰트 회사의 폰트들이 입점되어 있으며 2만여 종의 다국어 폰트를 서비스 하며 국내 최대의 폰트 플랫폼으로 자리 잡았다.

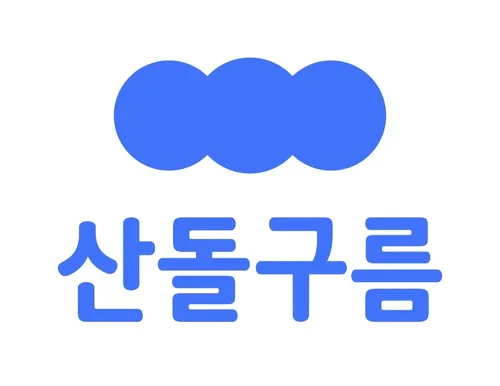
산돌구름

산돌구름은 2014년 이전까지 CD 등을 통한 이른바 패키지 판매로 유통되던 폰트 시장의 판매 방식을 클라우드 방식으로 완전히 바꿔 놓았다.
별도의 폰트 파일 설치 필요 없이 PC나 모바일 환경에서 ‘구름다리’ 애플리케이션만 설치하면 쉽게 폰트를 이용할 수 있는 ‘암호형 클라우드 기술’을 적용해 사용자 편의성을 극대화했다.
매월 일정 금액의 구독료(계정 수에 따라 차이)를 지불하면 산돌은 물론 국내외 폰트 회사 및 스튜디오 25개 사의 폰트 2만여 종을 사용할 수 있다. 이에 당시, 한달에 9,900원을 내면 365종의 폰트를 무제한으로 사용할 수 있는 요금제는 디자이너 사이에서 큰 화제가 될 정도였다. 이후 다른 폰트 회사도 산돌구름을 따라 하나둘씩 클라우드 서비스 방식으로 전환을 시작했다.
또한 산돌구름은 2020년 4월부터 국내 폰트 업계 최초로 아예 폰트 사용 범위를 전부 폐지해버렸다. 그전에는 구매한 폰트라도 영상에는 안되고, 출판에도 되는 식으로 사용 범위의 제한이 있었는데, 사용 범위가 모두 폐지되었기 때문에 구매만 하면 어디에든 사용 가능하다.

## 입점회사
산돌구름을 운영하는 산돌 외에도 국내외 다양한 폰트 회사들이 산돌구름에서 폰트를 서비스하고 있다. 그 중에는 모리사와, 모노타입과 같이 글로벌 폰트회사도 있고, 꼬딕씨로 유명한 한글씨도 산돌구름에서 서비스되고 있다. 어떤 폰트회사의 서비스를 사용하냐에 따라 중국어, 태국어, 키릴어까지 사용할 수 있다. 

[산돌구름 입점 폰트 회사 리스트]
- 산돌
- 타입세트컴퍼니
- 좋은글씨
- 로그인디자인
- 한글씨
- 채희준
- 티랩
- 타이포디자인연구소
- 기은(솔폰트)
- 다인의글씨
- 디엑스코리아
- 310 (안삼열)
- 위폰트
- 준폰트
- 닥터폰트
- 캣폰트
- 직지소프트
- Andfont
- 모노타입
- 모리사와
- 티포텍
- 티포텍아라빅
- 프로덕션타입
- 아픽
- 게아폰트
- 타입투게더
- 디나모
- 헬로폰트
- 카싼디막

계속해서 입점회사는 추가되고 있다.

## 상품종류
- 유료폰트
  - 브랜드상품
  - 낱개상품
  - 기획상품

- 무료폰트

산돌구름은 국내 최대 규모의 다국어 무료 폰트를 제공하고 있다. ‘자유 사용’과 ‘범위 제한’ 두 가지 유형으로 분류하여 이용자들이 폰트 사용범위를 일일이 확인해야 하는 번거로움을 없앴다. ‘자유 사용’ 무료폰트의 경우 회원가입을 하지 않고도 '구름다리' 설치만 하면 폰트 파일 설치 없이 바로 사용 가능하다. 

## 구름다리
구름다리는 산돌구름 사용자가 Mac과 Windows OS에서 폰트를 사용할 수 있도록 제어해주는 프로그램이다.
산돌구름 사이트에서 회원가입 후 설치할 수 있고 사용자가 원하는 폰트를 선택해서 직접 스트리밍하여 사용할 수 있다.
구름다리의 확장탭에서 더 상세한 폰트 미리보기가 제공된다.
2018년 7월 기준, 하나의 ID로 여러 개의 PC에서 동시 접속이 가능하다. 단, 이용약관에 따르면 동시 접속을 허용하고 있지 않으므로, 언제든지 동시접속이 차단될 수 있다.

## 프로모션
산돌구름 사이트에서 1개월 간 260종의 산돌구름 인기폰트를 체험판으로 사용이 가능하다.